# Осада Антиохии (1084)
В 1071 турки-сельджуки разгромили 100-тысячное византийское войско у Манцикерта и заключили мир с императором Романом IV. Однако, вскоре Роман был свергнут, а война возобновлена. В 1073 турки начали грандиозное наступление вглубь Малой Азии. В 1078 была захвачена Никея, в 1080 — Кесарея. В начале 1080-х сельджуки повели наступление на юг, в Сирию. На их пути находился хорошо укреплённый форпост византийцев в этом регионе — город Антиохия.

## Антиохия
Антиохия была возвращена под власть Византийской империи в 969 императором Никифором II. Он находился на границе владений арабов и Византии и был важным опорным пунктом империи на востоке. Несмотря на то, что город переживал не самый лучший период в своей истории и находился в упадке, он оборонялся от сельджуков значительно дольше, чем другие твердыни востока, такие как Иерусалим, захваченный ими в 1071 году, и Никея, покорённая в 1078 году. Очередь же Антиохии настала в 1084. Город был осаждён и вскоре захвачен турками.

## Последствия
Город был важен для христианского мира и являлся центром одной из 5 христианских патриархий (другие были в Риме, Константинополе, Иерусалиме и Александрии), а также важной опорной точкой Византийской империи в Сирии, с которой можно было производить дальнейшую экспансию в Сирию и Палестину.
После завоевания Антиохии в 1084 году сельджуки продержались в ней только 14 лет. В 1098 году участники Первого крестового похода завоевали город и прилегающие к нему территории и образовали здесь Антиохийское княжество. Антиохия оставалась столицей княжества почти два столетия, однако находилась в зависимости от Византии в период с 1130-х по 1180-е годы.